# アメリカ統合要求監査評議会
アメリカ統合要求監査評議会（アメリカとうごうようきゅうかんさひょうぎかい、Joint Requirements Oversight Council, JROC）は、合衆国法典第10編第181条 10 U.S.C. § 181に基づき、JROC関心事項に指定されたプログラムを審査し、アメリカ国防総省の調達審査を支援する機関である。
具体的には、調達カテゴリIおよびIAに該当するプログラムなどについて、JCIDS（Joint Capabilities Integration and Development System、統合作戦能力を定義し、装備品の要求性能や必要数量をトップダウンで決定する能力ベースのアプローチ）の全文書を審査・検証する。また、調達取得カテゴリIDおよびIAMに該当するプログラムについて、国防調達委員会（Defense Acquisition Board）または 情報技術取得委員会（ Information Technology Acquisition Board）に対する勧告を行う。
議長にはアメリカ統合参謀本部副議長が充てられ、国防調達委員会の議長を兼務する。その他の評議員には、各軍種（陸軍、海軍、空軍、海兵隊、宇宙軍、州兵）の参謀本部次長が充てられる。